# Guldbæk (by)
 For alternative betydninger, se Guldbæk (flertydig). (Se også artikler, som begynder med Guldbæk)
Guldbæk Syd eller Guldbæk er en by i det nordlige Himmerland med 207 indbyggere  (2024). Den er beliggende i Øster Hornum Sogn ved vandløbet Guldbæk. Landsbyen hører til Rebild Kommune og ligger i Region Nordjylland.
Der har oprindeligt været tale om en spredt gårdlandsby ved en overgang over vandløbet. I 1900-tallet er der etableret et villakvarter i bakkerne øst for åen.
Guldbæk huser friskole, børnehave, vuggestue, borgerforening, mindre rideklub, musiklærer for børn, hestestutteri og autoværksted.

## Historie
Guldbæk landsby bestod i 1682 af 7 gårde og 3 huse uden jord. Det samlede dyrkede areal udgjorde 298,0 tønder land skyldsat til 33,47 tønder hartkorn. Dyrkningsformen var græsmarksbrug med tægter.